# Ivan Danyilovics Csernyahovszkij
Ivan Danyilovics Csernyahovszkij (1906. június 29. – 1945. február 18.) ukrán nemzetiségű szovjet katonatiszt, a Vörös Hadsereg legfiatalabb tábornoka a második világháborúban. 
A Szovjetunió elleni német támadás idején egy harckocsihadosztályt vezényelt. 1942-ig a leningrádi fronton teljesített szolgálatot, ezután átvette a 60. hadsereg vezetését. 1943-ban részt vett a kurszki csatában, ezután megkapta a 3. belorusz front parancsnoki tisztét. Königsberg (jelenleg Kalinyingrád) ostroma során halálos sebet kapott.

## Emlékezete
Nevét viseli a Kijevben működő, katonai felsőoktatást végző Ivan Csernyahovszkij Ukrán Nemzetvédelmi Egyetem.